# Leucophyllum pruinosum
Leucophyllum pruinosum är en flenörtsväxtart som beskrevs av Ivan Murray Johnston. Leucophyllum pruinosum ingår i släktet Leucophyllum och familjen flenörtsväxter. Inga underarter finns listade i Catalogue of Life.